# Vacaciones (episodio de ALF)
Vacaciones es el undécimo episodio de la primera temporada de la serie, ALF, donde ALF es atrapado por unos cazadores durante un viaje al bosque.

## Sinopsis
Cuando Willie quiere ir a San Diego de vacaciones, pero se quema la cocina cuando ALF cocinaba maíz y Willie descubre que no puede dejar solo a ALF ni por un momento por lo tanto Brian tiene una gran idea, alquilar un camper e ir al bosque de vacaciones y a Willie le parece una brillante idea. Pero en el camper Willie y ALF se pelean porque el extraterrestre se queja y las vacaciones de relajación se vuelven espantosas cuando ALF se va del camper y unos cazadores lo atrapan. Willie va a rescatarlo y cuando vuelven al camper deciden regresar a la casa aunque se tarden en llegar al camper porque ALF se aferra a la pierna de Willie.